# The B-Team
Palmarès
1 fois champions par équipe de Raw
La B-Team était une équipe de catcheurs composée de Bo Dallas et Curtis Axel. Le duo travaillaient pour la World Wrestling Entertainment, dans la division SmackDown Live.

## Histoire

### World Wrestling Entertainment (2016-2020)

#### The Social Outcasts (2016)

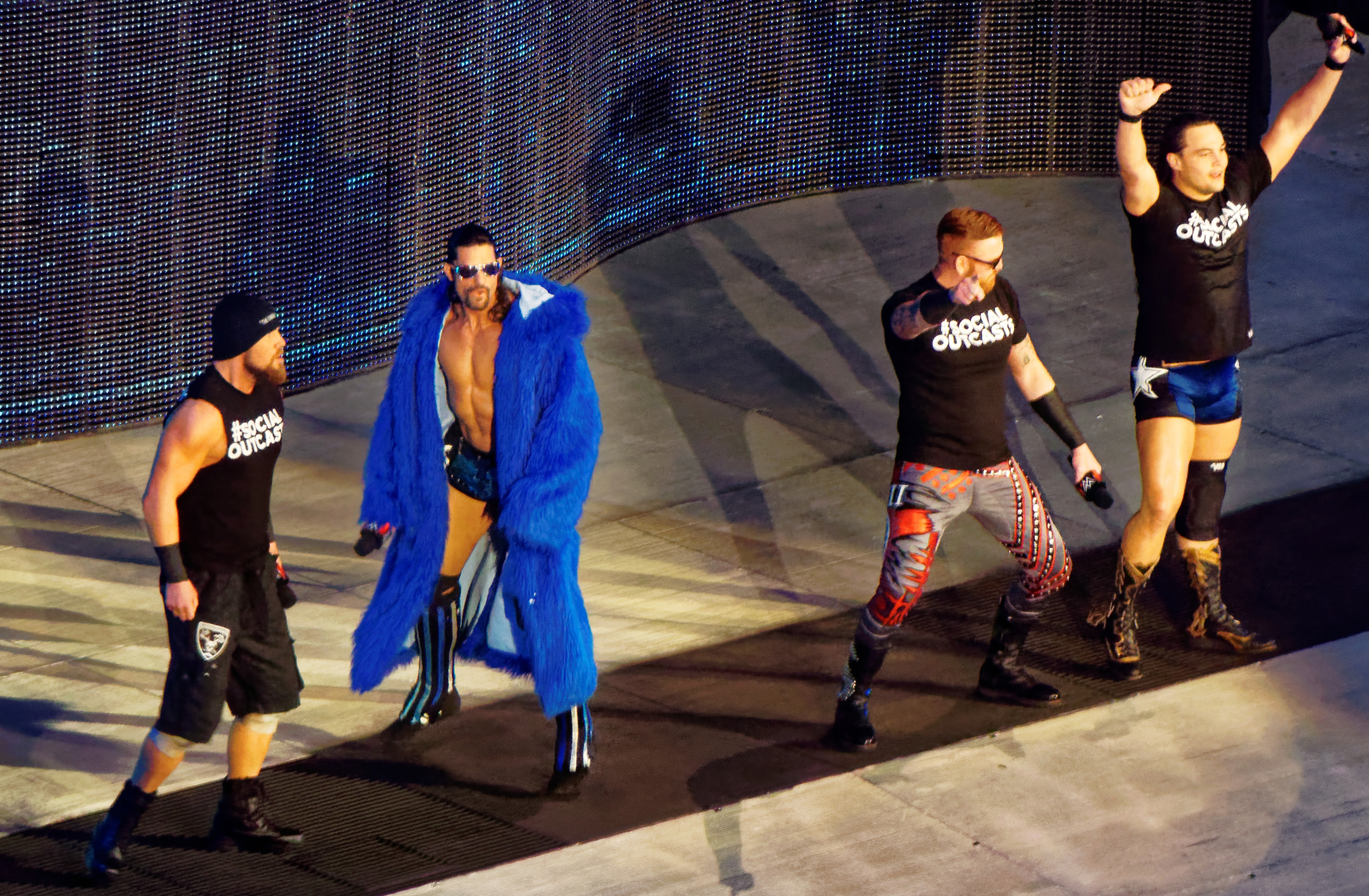
The Social Outcasts en avril 2016

Le 4 janvier 2016, Bo Dallas et Curtis Axel font leur entrée avec Adam Rose et Heath Slater, les 4 catcheurs forment nouveau groupe nommé The Social Outcasts, Slater bat ensuite bat Dolph Ziggler grâce à quelques interventions de ses coéquipiers. Le 28 janvier à SmackDown, Curtis Axel perd contre A.J. Styles malgré les interventions de ses coéquipiers. Le 23 mai, Adam Rose est licencié de la WWE, il quitte donc le groupe en même temps. 
Le 19 juillet à SmackDown, Bo Dallas et Curtis Axel sont transférés à Raw, tandis que Slater n'est transféré dans aucune des deux écuries, ce qui provoque donc la dissolution du groupe.

#### The Miztourage (2017–2018)
Le 19 juin à Raw, ils rejoignent Maryse et The Miz pour former The Miztourage. Le 14 août à Raw, ils perdent avec The Miz contre Jason Jordan et The Hardy Boyz. Lors de SummerSlam, ils gagnent avec The Miz contre Jason Jordan et The Hardy Boyz. Le 25 septembre à Raw, ils perdent contre Jason Jordan et Matt Hardy. Le 18 décembre à Raw, ils perdent par disqualification contre Finn Bálor. Quelques instants plus tard, ils perdent contre Finn Bálor & Hideo Itami. Le 25 décembre à Raw, ils perdent contre Braun Strowman. Le 1er janvier 2018 à Raw, ils perdent avec Elias contre The Club et Finn Bálor. Le 15 janvier à Raw, ils perdent contre Roman Reigns. Le 16 avril à Raw, lors du Superstar Shake-Up, ils font équipe avec The Miz, Sami Zayn & Kevin Owens, mais perdent contre Bobby Roode, Bobby Lashley, Braun Strowman, Finn Bálor et Seth Rollins, à la suite d'une trahison de Dallas et Axel à l'encontre du Miz. Le 23 avril à Raw, ils perdent contre Finn Bálor & Seth Rollins. Le 7 mai à Raw, ils perdent face aux champions par équipe de Raw, Bray Wyatt et Matt Hardy.

#### The B-Team (2018–2020)
Le 14 mai à Raw, ils renomment leur équipe «The B-Team» et battent Breezango. La semaine suivante à Raw, ils battent une nouvelle fois Breezango. Le 28 mai à Raw, ils organisent un barbecue en hommage aux vétérans américains qui se termine en bataille de nourriture entre les membres de la division par équip., Ils font passer Rhyno à travers une table avec un double ChokeSlam. Le 4 juin à Raw, ils remportent une battle royal par équipe en battant The Ascension, Drew McIntyre & Dolph Ziggler, The Revival, The Titus Worldwide, Breezango et Heath Slater & Rhyno, devenant ainsi aspirants n°1 aux titres par équipe de Raw. Le 11 juin à Raw, ils battent Heath Slater & Rhyno. Ils entrent ensuite en rivalité avec The Deleters of Worlds (Matt Hardy et Bray Wyatt), notamment avec des vidéos les montrant en train d'imiter les gimmicks de ces derniers. Le 9 juillet à Raw, Dallas bat Matt Hardy après que Curtis Axel ait distrait ce dernier. Après le match, ils sont attaqués par Hardy et Bray Wyatt, Dallas recevant un Twist of Fate de la part de Hardy et Axel un Uranage Slam de Wyatt.

##### RawTag Team Champions (2018)
Lors de Extreme Rules (2018), ils battent The Deleters of Worlds et remportent les WWE Raw Tag Team Championship. Le lendemain à Raw, ils battent The Ascension. Le 19 août lors du kickoff de SummerSlam, ils conservent leurs titres contre The Revival. Le 20 août à Raw, Dallas perd contre Scott Dawson et Axel perd contre Dash Wilder. Le 27 août à Raw, Dallas et Axel perdent contre The Revival. Après le match, The Revival portent leur Shatter Machine sur Dallas. Le 3 septembre à Raw, alors qu'ils devaient défendre leurs titres par équipe contre The Revival, ces derniers sont agressés dans les vestiaires par Dolph Ziggler & Drew McIntyre qui en profitent pour prendre leurs places, battre The B-Team et remporter leurs titres par équipe de Raw mettant fin à 50 jours de règne. La semaine suivante à Raw, ils perdent contre Ziggler & McIntyre et ne récupèrent pas les titres par équipe de Raw.
Le 1er octobre à Raw, ils battent The Revival. Après le match, ils sont attaqués par AOP, ces derniers leur portent un Super Collider et les laissent inconscients dans le ring. Le 12 novembre à Raw, ils perdent une bataille royale déterminant les capitaines de l'équipe Raw pour le Survivor Series 10-on-10 Elimination Tag Team match aux Survivor Series au profit de Chad Gable & Bobby Roode. Ils seront cependant eux aussi dans l'équipe Raw. Ce match impliquait aussi The Ascension, The Lucha House Party, The Revival, Heath Slater & Rhyno. Lors des Survivor Series (2018), ils perdent au cours d'un 10-on-10 Elimination match avec Bobby Roode & Chad Gable, The Ascension, The Lucha House Party et The Revival contre The Usos, The New Day, The Colóns, Gallows et Karl Anderson et SAnitY en se faisant éliminer par Karl Anderson. Le 17 décembre à Raw, ils perdent un Fatal 4-Way Tag Team Match déterminant les premiers aspirants aux titres par équipe de Raw au profit de The Revival. Ce match impliquait aussi AOP et The Lucha House Party. Le 31 décembre à Raw, ils perdent une bataille royale déterminant le premier aspirant au championnat intercontinental de la WWE au profit de Apollo Crews.
Le 4 février 2019, ils perdent un Four Corners Tag Team Match, déterminant les premiers aspirants aux titres par équipe de Raw contre The Revival. Ce match incluait aussi Heavy Machinery et The Lucha House Party.

##### SmackDown Live(2019-2020)
Le 15 avril, lors du Superstar Shake-Up, ils sont transférés à SmackDown Live et effectuent un Heel Turn. Le 30 avril à SmackDown Live, ils sont envoyés par Shane McMahon pour affronter Roman Reigns au cours d'un match handicap contre ce dernier, mais ils perdent. La semaine suivante à SmackDown Live, ils attaquent The Miz pour aider Shane McMahon. Le 17 septembre à SmackDown Live, ils perdent face à Heavy Machinery.
La semaine suivante à SmackDown Live, ils perdent contre le New Day. Le 18 octobre à SmackDown, Axel perd face à Shorty G.

## Membres de l'équipe
| Identité     | Arrivée        | Départ          | Notes                                                  |
| ------------ | -------------- | --------------- | ------------------------------------------------------ |
| Heath Slater | 6 janvier 2016 | 19 juillet 2016 | Leader des Social Outcasts                             |
| Bo Dallas    | 6 janvier 2016 | 30 avril 2020   | WWE Raw Tag Team Champion (1)                          |
| Curtis Axel  | 6 janvier 2016 | 30 avril 2020   | WWE Raw Tag Team Champion (1)                          |
| Adam Rose    | 6 janvier 2016 | 23 mai 2016     |                                                        |
| The Miz      | 19 juin 2017   | 16 avril 2018   | Leader du Miztourage WWE Intercontinental Champion (2) |

## Palmarès
- World Wrestling Entertainment
  - 1 fois WWE Raw Tag Team Champions - Bo Dallas & Curtis Axel
  - 2 fois WWE Intercontinental Champion - The Miz

## Annexe